# بيكتشر بيجس

إفتتاحية البرنامج ويظهر رسم كاريكاتوري لبيل كوسبي

بيكتشر بيجس (بالإنجليزية:Picture Pages) والتي تعني صورة الصفحات برنامج حصص تلفزيوني تعليمي أمريكي يستهدف الأطفال ما قبل المدرسة، وتعليم الدروس على العمليات الحسابية الأساسية، والهندسة، والرسم من خلال سلسلة من الدروس التفاعلية التي تستخدم مصنف المشاهدين ستتبع جنبا إلى جنب مع الدرس.

## البداية
البرنامج مقتبس في عام 1974 مع كتيبات لغز الصورة صفحات معينة بعيدًا في سلسلة سوبر ماركت. لأول مرة كقطاع وطني من العرض الكابتن الكنغر في عام 1978، والذي الكابتن الكنغر ستفعل الدروس في برنامجه التلفزيوني «وحة الرسم سحرية». وفي وقت لاحق، تم اتخاذ القطاعات برئاسة بيل كوسبي واستخدمت الدروس مع علامة له يدعى «مورتيمر إيخابود ماركر» (أو "MI"، لفترة قصيرة). 

## عرض البرنامج
عندما غادر عرض الكابتن الكنغر سي بي إس في عام 1984، اعتمد الجزء كجزء من برنامج المروحة مسرح حتى ألغي هذا المعرض في عام 1989. واستخدمت أيضا الجزء كبرنامج الخلالي في فترة التسعينات في وقت مبكر، عصر كوسبي من «صورة صفحات» وقد تبين في تكرار حتى عام 1994.
بثت المعرض أيضا على شبكة الكابل واي تي في كندا.

## روابط خارجية
- بيكتشر بيجس على موقع IMDb (الإنجليزية)
- بيكتشر بيجس على موقع قاعدة بيانات الفيلم (الإنجليزية)